# راکول (آرکانزاس)
راکول (به انگلیسی: Rockwell) یک منطقهٔ مسکونی در ایالات متحده آمریکا است که در شهرستان گارلند، آرکانزاس واقع شده‌است. راکول ۱۰٫۸۷ کیلومتر مربع مساحت و ۳٬۷۸۰ نفر جمعیت دارد و ۱۳۴ متر بالاتر از سطح دریا واقع شده‌است.